# Valer Roman
Valer Roman (n. 1870 - d.1932) a fost delegat al Cercului electoral Gherla la Marea Adunare Națională de la Alba Iulia.

## Biografie
A urmat cursurile Facultății de Drept din Cluj și apoi a profesat ca avocat în Gherla. A activat în toamna anului 1918, în Gherla și satele din jur contribuind la organizarea Consiliului Național și a Gărzilor Naționale. La Alba-Iulia a participat ca delegat titular al Cercului Gherla.
A murit în anul 1932.